# Susan Deacon

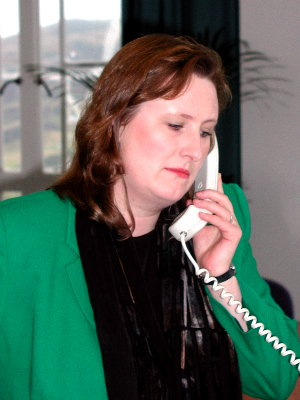
Susan Deacon

Susan Catherine Deacon, CBE (* 2. Februar 1964 in Musselburgh) ist eine schottische Politikerin und Mitglied der Labour Party.
Bei den Schottischen Parlamentswahlen 1999 und 2003 gewann sie als Direktkandidatin jeweils deutlich das Mandat im Wahlkreis Edinburgh East and Musselburgh. Zu den Parlamentswahlen 2007 trat Deacon nicht mehr an. Ihr Nachfolger Norman Murray verlor den Wahlkreis an Kenny MacAskill von der Scottish National Party (SNP). Zwischen 1999 und 2001 hatte Deacon den Ministerposten für Gesundheit und Fürsorge inne. 2017 wurde sie zum Commander des Order of the British Empire ernannt.